# Christian de Duve
Christian René Marie Joseph de Duve (Thames Ditton, Surrey; 2 de octubre de 1917-Grez-Doiceau, Bélgica; 4 de mayo de 2013) fue un citólogo y bioquímico inglés.

## Biografía
Hijo de padres belgas, estudió Medicina en la Universidad de Lovaina (Bélgica). Se doctoró en 1941. Fue catedrático de bioquímica de la Universidad de Lovaina, y en el Instituto Rockefeller de Nueva York.
Centró sus trabajos en la secreción endocrina del páncreas, fundamentalmente sobre la insulina. Llegó a descubrir otra hormona pancreática, el glucagón. También investigó las funciones físicas de los lisosomas y los peroxisomas, describiendo el proceso por el que la acción de los lisosomas permite la introducción de algunas sustancias en el interior del núcleo celular.
Se le otorgó el Premio Nobel de Fisiología o Medicina en 1974 compartido con Albert Claude y George Emil Palade por haber descrito la estructura y funciones de los diferentes orgánulos en el interior de las células. Desde la década de 1980, Christian de Duve investiga el origen biológico de la vida. Su trabajo en esta área ha contribuido al creciente consenso de que la teoría endosimbiótica es correcta; la idea de que las mitocondrias, cloroplastos y quizás otros orgánulos de las células eucariotas se originaron como endosimbiontes procariotas que se asociaron con células eucariotas primitivas.
C. de Duve en 2010 dejó el catolicismo públicamente después de muchos años y se convirtió al agnosticismo, no era un estricto ateo. pero se oponía abiertamente a la noción del creacionismo como explica en su libro, Genética del Pecado Original: El Impacto de la Selección Natural en el Futuro de la Humanidad.
Falleció el 4 de mayo de 2013. Eligió la eutanasia (suicidio asistido) tras ver cómo se deterioraba de una manera importante su salud en los últimos meses.

## Obra
- A Guided Tour of the Living Cell. 1984. ISBN 0-7167-5002-3
- Blueprint For a Cell: The Nature and Origin of Life. 1991. ISBN 0-89278-410-5
- Vital Dust: Life As a Cosmic Imperative . 1996. ISBN 0-465-09045-1
- Life Evolving: Molecules, Mind, and Meaning. 2002. ISBN 0-19-515605-6
- Singularities: Landmarks on the Pathways of Life. 2005. ISBN 978-0-521-84195-5
- Genetics of Original Sin: The Impact of Natural Selection on the Future of Humanity. Yale University Press. 2010. ISBN 9780300165074.

### Ediciones en español
- La célula viva. Prensa Científica. 1988. ISBN 978-84-7593-025-1.

- Polvo vital. El origen y evolución de la vida en la tierra. Editorial Norma. 1999. ISBN 958-04-3324-0.

- La vida en evolución: moléculas, mente y significado. Editorial Crítica. 2004. ISBN 978-84-8432-540-6.